# Music for the Jilted Generation
Music for the Jilted Generation är ett musikalbum från 1994 av technogruppen The Prodigy. Det gavs ut i en ommastrad utgåva med bonusspår 2008 som More Music for the Jilted Generation.
Albumet var till stor del Prodigys svar på allmänhetens och den brittiska statens reaktion på rejvkulturen, som praktiskt taget hade kriminaliserats.

## Låtförteckning
1. Intro (0.45)
2. Break & Enter (8.24)
3. Their Law (6.40)
4. Full Throttle (5.02)
5. Voodoo People (6.27)
6. Speedway (8.56)
7. The Heat (The Energy) (4.27)
8. Poison (6.42)
9. No Good (Start the Dance) (6.17)
10. One Love (3.53)
11. 3 Kilos (7.25)
12. Skylined (5.56)
13. Claustrophobic Sting (7.13)

### More Music for the Jilted Generation
1. Voodoo People (Radio 1 Maida Vale Session)
2. Poison (Radio 1 Maida Vale Session)
3. Break & Enter (2005 Live Edit)
4. Their Law (Live At Pukkelpop)
5. No Good (Start the Dance) (Bad For You Mix)
6. Scienide
7. Goa (The Heat The Energy, Part 2)
8. Rat Poison
9. Voodoo People (Dust Brothers Remix)